# José Modesto Vega
José Modesto de la Vega fue un político peruano. Junto con José Braulio del Camporredondo impulsaron la creación del departamento de Amazonas llegando a ser el primer diputado electo por ese departamento.
Fue miembro del Congreso Constituyente de 1822 por el departamento de La Libertad. Dicho congreso constituyente fue el que elaboró la primera constitución política del país.
En representación de la provincia de Chachapoyas, fue uno de los sesenta y cinco diputados electos en 1825 por la Corte Suprema y convocados para aprobar la Constitución Vitalicia del dictador Simón Bolívar. Sin embargo, a pesar de que dicho congreso estuvo convocado, el mismo decidió no asumir ningún tipo de atribuciones y no llegó a entrar en funciones. Fue diputado suplente de la República del Perú por la provincia de Chachapoyas en 1829 y 1831 durante el primer gobierno del Mariscal Agustín Gamarra. En 1832 fue elegido como diputado titular por la misma provincia.
Fue elegido por la entonces provincia liberteña de Chachapoyas como miembro de la Convención Nacional de 1833 que expidió la Constitución Política de la República Peruana de 1834, la cuarta de la historia del país. Fue diputado por Amazonas a la Asamblea de Huaura, donde se decidió la creación del Estado Nor Peruano, que pasó a integrar la Confederación Perú-Boliviana, en 1836.
Volvió a ser electo senador suplente por el departamento de La Libertad en 1845. y senador suplente por el departamento de Junín en 1847. Paralelamente, fue diputado por Amazonas entre 1845 y 1849 durante el primer gobierno de Ramón Castilla. 